# Csonkahegyhát
Csonkahegyhát is een plaats (község) en gemeente in het Hongaarse comitaat Zala. Csonkahegyhát telt 346 inwoners (2001).